# Kawara (Doguérawa)
Kawara ist ein Dorf in der Landgemeinde Doguérawa in Niger.

## Geographie
Das von einem traditionellen Ortsvorsteher (chef traditionnel) geleitete Dorf liegt auf einer Höhe von 298 m im Tal der Maggia, etwa 13 Kilometer nordöstlich von Doguérawa, dem Hauptort der gleichnamigen Landgemeinde, die zum Departement Malbaza in der Region Tahoua gehört. Zu den größeren Dörfern in der Umgebung von Kawara zählen das rund zehn Kilometer südlich gelegene Galmi, das ebenfalls rund zehn Kilometer nordöstlich gelegene Gounfara und das rund zwölf Kilometer südöstlich gelegene Magaria Makéra Bakalé.

## Geschichte

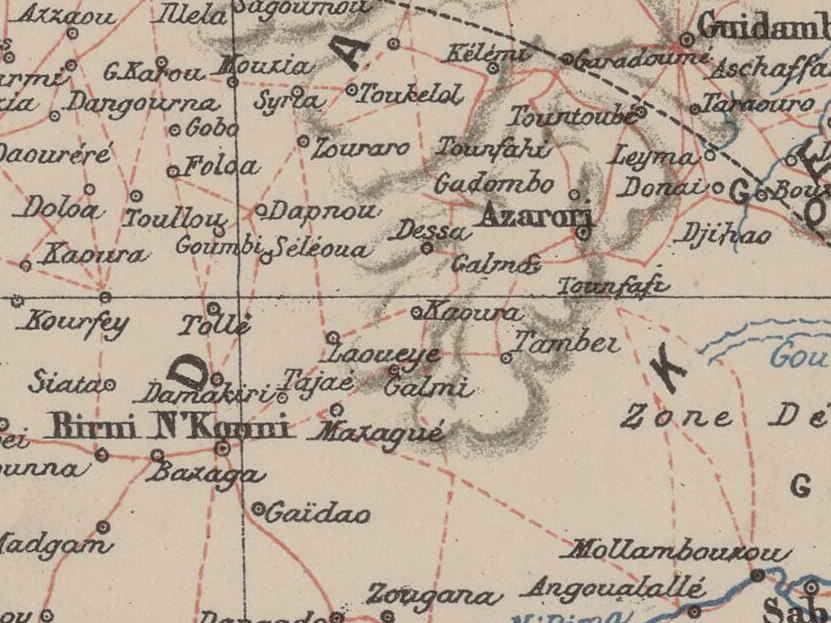
Ausschnitt einer Karte von 1903 mit Kawara (Kaoura) im Zentrum

Bei einer Untersuchung im Jahr 1990 wurde beim Befall mit der Saugwürmer-Art Schistosoma haematobium unter den 14- bis 15-Jährigen im Ort eine Prävalenz von 11,6 Prozent festgestellt. Kawara war in den Jahren 2005 und 2012 von Cholera-Epidemien betroffen, wobei 2012 unter den Dorfbewohnern 43 Erkrankungen und ein Todesfall zu verzeichnen waren. Die Auswirkungen der Epidemien haben die Ortsansässigen traumatisiert.

## Bevölkerung
Bei der Volkszählung 2012 hatte Kawara 9064 Einwohner, die in 1506 Haushalten lebten. Bei der Volkszählung 2001 betrug die Einwohnerzahl 6305 in 1063 Haushalten und bei der Volkszählung 1988 belief sich die Einwohnerzahl auf 3988 in 718 Haushalten.
Die Bevölkerung besteht überwiegend aus Hausa, daneben gibt es kleine Minderheiten an Tuareg und Fulbe.

## Wirtschaft und Infrastruktur
Die Hauptbeschäftigung in Kawara ist die Landwirtschaft, insbesondere der Anbau von Hirse, Sorghum, Zwiebeln und Tomaten. Von wirtschaftlicher Bedeutung sind außerdem der grenzüberschreitende Handel mit Nigeria und die saisonale Arbeitsmigration, die von rund 80 % der männlichen Einwohner im Alter von 19 bis 35 Jahren praktiziert wird. Sie arbeiten beispielsweise als Verkäufer von Yamswurzeln in Nigeria und in Schlachtbetrieben in der Elfenbeinküste und in Gabun. Jeden Dienstag findet in Kawara ein Wochenmarkt mit mehreren hundert Verkäufern statt.
Im Dorf gibt es mit einem Centre de Santé Intégré (CSI) ein Gesundheitszentrum, das 2016 in Betrieb genommen wurde und im selben Jahr für die Versorgung von über 25.200 Menschen zuständig war. Die spanische Friedensorganisation Movimiento por la Paz (MPDL) unterstützte den Aufbau des CSI. In Kawara befindet sich ein Stützpunkt des staatlichen agronomischen Forschungsinstituts Institut National de Recherches Agronomiques du Niger (INRAN). Es sind Schulen vorhanden. Die Kawara-Talsperre wurde 1968 errichtet. Die Niederschlagsmessstation in Kawara wurde 1963 in Betrieb genommen.